# میابتول سی
میابتول سی (به انگلیسی: Miyabenol C) با فرمول شیمیایی C۴۲H۳۲O۹ یک ترکیب شیمیایی است. که جرم مولی آن ۶۸۰٫۶۹ g/mol می‌باشد.